# Rod (Kryptozoologie)

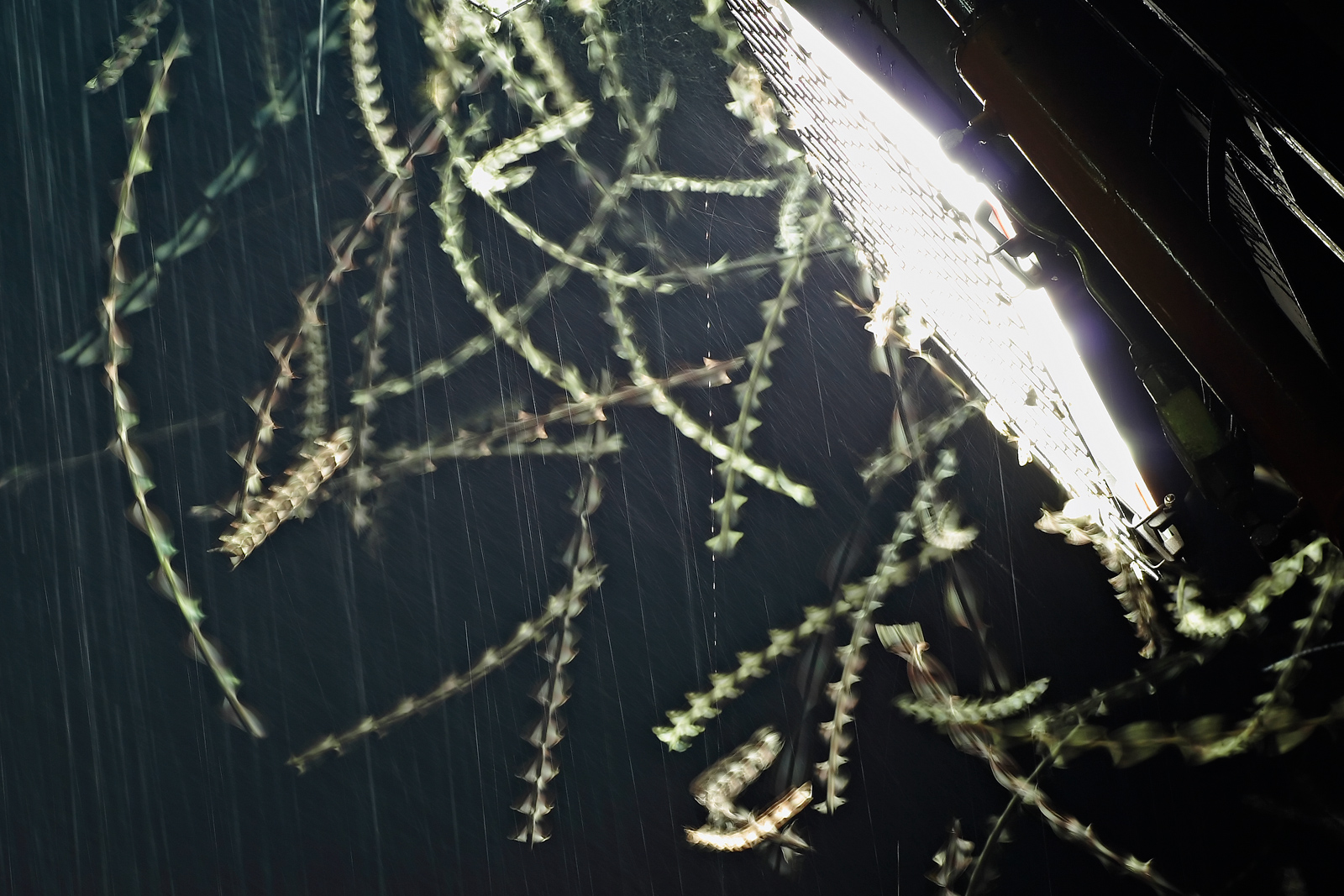
Der Rod-Effekt auf einem Foto mit fliegenden Nachtfaltern bei Langzeitbelichtung

Rods waren für einige Zeit unerklärliche Phänomene, die im Bildmaterial bei Videoaufnahmen, aber auch bei Fotos auftraten. Es handelt sich dabei um helle stabartige Objekte, die zwischen wenigen Zentimetern bis zu mehreren Metern lang sind, an den Seiten eine Art Membran zur Fortbewegung, ähnlich den Sepien, zu tragen scheinen und sich sehr schnell rudernd oder schraubend durch die Luft bewegen. Sie seien auf Grund ihrer Geschwindigkeit mit dem bloßen Auge nicht zu erkennen und nur mit Kameras mit langen Verschlusszeiten aufzunehmen. Erklärungen reichten von unbekannten Lebensformen über optische Phänomene bis hin zu angenommenen außerirdischen Existenzen. Allerdings ist einfach zu erklären, wodurch diese Phänomene entstehen.
Tatsächlich handelt es sich bei Rods um sehr schnell fliegende Tiere wie Insekten oder auch Vögel, die auf Video- bzw. Bildmaterial durch die Art der Aufzeichnung der Kameras zu „Rods“ werden. Sie entstehen durch Bewegungsunschärfe, wenn Kameras bei schlechten Lichtverhältnissen mit relativ langen Verschlusszeiten aufnehmen. Durch den schnellen Flug und das Flügelschlagen der Tiere entstehen so charakteristische Objekte, die die Wegstrecke samt mehreren Flügelschlägen eines Tiers vereinen. Die Länge des Objektes entspricht der Dauer der Verschlusszeit.
Der Effekt wird vor allem bei Tieren mit langen schlanken Körpern und großen Flügeln verursacht. Durch das Zeilensprungverfahren einer Videoaufnahme entsteht die charakteristische Lücke zwischen zwei Aufnahmen eines Rods. Durch seine Eigenschaften und sein Aussehen bezeichnet man sie oft als Insekt-Schlangen und Vogel-Hybrid. Rods, die auf Überwachungskameras beobachtet wurden, konnten mit Netzen gefangen und als gewöhnliche Insekten identifiziert werden, was bestätigt, dass es sich bei diesem Phänomen um keine unbekannten Lebensformen handelt.